# Marx in London
Marx in London ist eine Oper (Originalbezeichnung: „A Comedy“) in zwei Akten des britischen Komponisten Jonathan Dove, die am 9. Dezember 2018 in der Oper Bonn uraufgeführt wurde. Das Libretto der Komödie ist von Charles Hart nach einem Originalszenario von Jürgen R. Weber. Bei der Oper handelt es sich um ein Auftragswerk des Theaters Bonn in Kooperation mit der Scottish Opera in Glasgow.

## Handlung
Die komische Oper beschreibt 24 Stunden im Leben von Karl Marx. Es ist der 14. August 1871. Marx, der seit 1849 im Londoner Exil lebt, wird ständig vom englischen Geheimdienst beobachtet. Ein auf Marx angesetzter Spion erstattet seinen Vorgesetzten regelmäßig Bericht, da angeblich eine „anarchistische Aktion“ bevorsteht, in die Marx verwickelt ist.

### Erster Akt
Marx ist in seiner Wohnung und spielt mit seiner Haushälterin Helene Demuth eine Partie Schach. Sie plaudern miteinander, als Marx’ Tochter Jenny Julia Eleonor Marx, mit Kosenamen Tussy, hereinkommt. Sie will auf der Straße einen Spion entdeckt haben. Und tatsächlich steht ein junger Mann, Henry Frederick Demuth, genannt Freddy, vor dem Haus, auf der Suche nach der Familie Marx und nach seiner Herkunft.
Tussy warnt ihren Vater vor dem potentiellen Spion, der vielleicht sogar ein Attentäter sei. Sie findet bei Marx aber kein Gehör, der sich in seiner Zweisamkeit mit Helene gestört fühlt. Da stürmt Tussy auf die Straße und konfrontiert Freddy mit ihren Vermutungen. Abgelenkt wird Tussy von mehreren Arbeitern, die den Auftrag haben, das Mobiliar der stark verschuldeten Familie Marx aus dem Haus zu schaffen. Marx eilt hinzu, und er und seine Tochter versuchen, den Abtransport ihrer Möbel zu verhindern.
Derweil ist Freddy ins Haus gelangt und trifft im Wohnzimmer auf Helene, die ihn zur Rede stellt. Helene möchte, dass Freddy so schnell wie möglich das Haus verlässt. Sie will eine Begegnung von Marx und Freddy unbedingt verhindern. Als Marx nach dem erfolglosen Versuch, die Möbelpfändung zu verhindern, ins Wohnzimmer zurückkommt, gibt sich Freddy als der neue Klavierlehrer aus. Da das Klavier von den Arbeitern gerade abtransportiert wurde, muss Freddy die Wohnung verlassen. Marx beklagt sich über den Verlust seiner Möbel und verlässt ebenfalls die Wohnung, da ihm Helene die Ankunft seiner Frau Jenny Marx ankündigt, der er aus noch unbekannten Gründen nicht begegnen möchte. Jenny kommt herein und beklagt sich bei Helene bitterlich über ihren Ehemann. Marx habe schon wieder Schulden gemacht und sei nicht in der Lage, diese zu begleichen. Tussy folgt Freddy, der ihr zu gefallen scheint. Sie misstraut ihm aber immer noch und bezweifelt, dass er ein Klavierlehrer ist. Sie versucht ihn auf die Probe zu stellen und zum Klavierspielen zu bewegen.
Marx hat sich derweil zum Pawnbroker (Pfandleiher) begeben. Er bietet dem Pfandleiher den Inhalt eines Koffers an. Dieser scheint an dem Ankauf interessiert zu sein.
Jenny und Helene sitzen im Wohnzimmer und betrinken sich. Sie wissen nicht mehr wie sie den familiären Bankrott verhindern sollen. Da kommt Friedrich Engels zu Besuch. Der Kampfgefährte von Marx und Freund der Familie hat Marx schon mehrfach finanziell ausgeholfen. Jenny, die nicht schon wieder die Hilfe von Engels beanspruchen will, erinnert sich, dass sie ja noch ihr Familiensilber veräußern kann. Sie sucht es, kann es aber nicht finden. Denn das Tafelsilber ist in dem Koffer, den Marx gerade dem Pfandleiher anbietet.
Der Pfandleiher nimmt Abstand von einem Kauf des Silbers. Er hält Marx für einen Dieb und ruft nach der Polizei. Daraufhin ergreift Marx mit Koffer und Silber die Flucht, sehr zur Freude des englischen Spions, der auch diese Geschehnisse genau beobachtet.
Jenny, Helene und Engels grübeln über die Undankbarkeit und Sorglosigkeit von Marx nach. Nachdem Jenny – stark angetrunken – eingeschlafen ist, informiert Helene Engels über den Besuch von Freddy. Sie habe Freddy am Serviettenring, den er an einer Kette um den Hals trägt, erkannt. Helene und Engels hoffen, dass Freddy ihnen allen nicht mehr nachstellt.
Tussy, die Freddy weiterhin verfolgt, entdeckt bei ihm einen Revolver. Das bestärkt ihren Verdacht, dass Freddy ein Spion und Attentäter ist. Freddy versucht zu fliehen, kann Tussy aber nicht abschütteln.
Marx ist inzwischen mit seinem Koffer in die British Library geflohen. Er liest ein Buch über Furunkulose. Seine Schmerzen beim Sitzen lassen vermuten, dass er selbst mit dieser Krankheit zu kämpfen hat. Erschöpft schläft er ein und träumt von einer freien Welt. Als er wieder erwacht, ist sein wertvoller Koffer entwendet worden.
Jenny, Helene, Engels und Marx grübeln über die Geschehnisse des heutigen Tages nach. Marx entdeckt einen Mann mit einem Koffer und verfolgt ihn. Der vermeintlich Dieb kann ihm aber entwischen.

### Zweiter Akt
Marx sucht noch immer den Dieb seines Koffers. Er entdeckt ihn abermals, aber wieder entkommt er.
Tussy hat den flüchtenden Freddy eingeholt und stellt ihn bezüglich seines Revolvers und seines Interesses an der Familie Marx zur Rede. Freddy behauptet, er sei Waffenschmied und habe den Revolver selbst entwickelt. Sein Interesse an der Familie Marx begründet er damit, dass er ein Waisenkind sei und erst nach dem Tod seiner Eltern von seiner Adaption erfahren habe. Er sei auf der Suche nach seinen wahren Eltern. Freddy zeigt Tussy seinen Talisman, den Serviettenring, den er schon als Baby um den Hals getragen habe. Tussy erkennt im Serviettenring die Gravur ihrer Familie. Sie erschrickt, und ihr wird klar, dass ihre Familie ein Geheimnis verbirgt.
Marx hat den vermeintlichen Dieb seines Koffers eingeholt und will ihm den Koffer entreißen. Es kommt zum Ringkampf, in dessen Verlauf der Koffer aufgeht. Statt des Tafelsilbers fallen Geldbündel heraus. Marx erkennt, dass er dem falschen Mann und dem falschen Koffer nachgejagt ist. Der Besitzer des Koffers, Franz mit Namen, sammelt sein Geld wieder ein und geht ab.
Tussy bittet Freddy, ihr das Schießen mit den Revolver beizubringen. Redselig gesteht sie ihm, dass sie Schauspielerin werden will. Beide flirten miteinander und kommen sich näher.
Im Red Lion Club soll ein Wettbewerb in politischer Rhetorik abgehalten werden. Die Besucher des Clubs warten auf den Auftritt des italienischen Anarchisten Melanzane, den alle jetzt schon für den Gewinner des Wettbewerbs halten. Auch Marx und Engels sind in den Club gekommen und treffen hier aufeinander. Ein weiterer Besucher des Clubs ist Franz, der Mann mit dem Geldkoffer. Franz erklärt, dass er erfolgreich als Goldgräber in Australien gearbeitet habe, was das viele Geld in seinem Koffer erklärt. Franz will das Geld dem Sieger des Wettbewerbs als Preisgeld zukommen lassen. Es kommt zum verbalen Wettstreit zwischen Melanzane und Marx. Melanzane hält eine weitschweifige Rede, gespickt mit Allgemeinplätzen, wird aber von den Zuhörern bereits als Sieger des Wettbewerbs gefeiert. Marx, erbost über die politischen Plattheiten, die Melanzane von sich gibt, hält in seiner Rede energisch dagegen, und es gelingt ihm die Zuhörer auf seine Seite zu ziehen. Marx gewinnt den Wettbewerb und das Preisgeld. Das Geld ist aber schnell wieder aufgebraucht, denn Marx feiert seinen Sieg mit zahlreichen Lokalrunden im Red Lion Club.
Jenny grübelt über das Verschwinden ihres Mannes. Sie ist besorgt, dass Marx nicht zu ihr zurückkommt.
Freddy trifft, begleitet von Tussy, erneut auf Helene und stellt sie zur Rede. Nach einigem Zögern gibt sich Helene als die Mutter von Freddy zu erkennen. Sie will ihm aber nicht sagen, wer sein Vater ist. Tussy und Freddy schlussfolgern, dass Engels der Vater ist. Helene verweigert auch weiterhin jede Auskunft. Marx kommt zurück, trifft auf Helene und will sie verführen. Auch Tussy und Freddy kommen sich immer näher. Plötzlich betritt Engels, gemeinsam mit den Arbeitern und den Gästen des Red Lion Club, das Haus. Sie bringen der Familie Marx ihr gesamtes Mobiliar zurück. Engels hat einen Teil seines Weinkellers verkauft und damit das Mobiliar ausgelöst.
Jenny ist aufgewacht. Kurz bevor sie das Wohnzimmer betritt, wird Freddy von den Anwesenden versteckt, denn Jenny weiß nichts von seiner Existenz. Jenny kommt herein und verlangt von Marx Auskunft über den Verbleib ihres Familiensilbers. Als auch noch die Polizei erscheint, angeführt von Chief Inspector Littlejohn, versteckt sich Marx ebenfalls. Ein Wirrwarr entsteht, und fast werden Freddy von Jenny und Marx von der Polizei in ihren Verstecken entdeckt. Die Polizei hakt nach, was es mit dem gestohlenen Koffer auf sich hat. Jenny erläutert, dass es sich um das Tafelsilber der Familie handelt, das ihr und Marx zu gleichen Teilen gehöre. Es sei verschwunden. Der englische Spion, ebenfalls im Zimmer, bekennt, dass er den Koffer Marx entwendet habe. Er sei davon ausgegangen, dass der Koffer verschwörerische Geheimpapiere enthalte und habe erst später den tatsächlichen Inhalt des Koffers wahrgenommen. Die Polizeivertreter wollen sich gerade wieder zurückziehen, als der Anarchist Melanzane hereinstürmt. Er will seinen Widersacher Marx erschießen. Freddy, der aus seinem Versteck hervorspringt, gelingt es, die Tat zu verhindern. Helene und Engels, die eine inzestuöse Beziehung von Tussy und Freddy verhindern wollen, klären die beiden darüber auf, dass sie Halbgeschwister sind.
Nachdem alle Probleme gelöst zu sein scheinen, begeben sich die Akteure zu einem Picknick vor die Tore der Stadt und blicken in eine (bessere?) Zukunft.

## Gestaltung
Die Oper beginnt mit dem simulierten Klang einer alten Schreibmaschine. Die Musik ist eklektisch. Die Harmonien sind überwiegend tonal und nur wenig mit Dissonanzen angereichert. Es gibt melodische Anklänge an Ludwig van Beethoven, George Gershwin und an die Minimal Music. Die stark synkopische rhythmische Basis beschrieb der Rezensent der Opernwelt als „milde angejazzte Strawinsky-Variante“. Dem Rezensenten der Neuen Musikzeitung zufolge ist dieser Sound eingängig und bühnentauglich, aber „deutlich gehaltvoller als übliche Musical-Meterware, […] mit einem deutlichen Originalitätscresendo im zweiten Teil“.

### Orchester
Die Orchesterbesetzung der Oper enthält die folgenden Instrumente:
- Holzbläser: drei Flöten (3. auch Piccolo), drei Oboen (3. auch Englischhorn), drei Klarinetten (3. auch Bassklarinette), drei Fagotte (3. auch Kontrafagott)
- Blechbläser: vier Hörner, drei Trompeten, drei Posaunen, Tuba
- Pauken, Schlagzeug (drei Spieler)
- Harfe
- Klavier, Celesta, Harmonium (ggf. als Sample vom Keyboard), Keyboard (Schreibmaschinen-Sample)
- Streicher

## Werkgeschichte
Die Oper entstand im Auftrag des Theaters Bonn anlässlich des 200. Geburtstags von Karl Marx. Das Libretto von Charles Hart basiert auf einem Szenario von Jürgen Weber.
Weber inszenierte auch die Uraufführung am 9. Dezember 2018 im Theater Bonn. Bühne und Kostüme stammten von Hank Irwin Kittel und das Lichtdesign von Friedel Grass. David Parry leitete das Beethoven Orchester Bonn. Die Solisten waren u. a. Mark Morouse (Karl Marx), Yannick-Muriel Noah (Jenny), Marie Heeschen (Tussy), Christian Georg (Freddy), Ceri Williams (Helene), Johannes Mertes (Engels), David Fischer (Spy), Boyan Di (Pawnbroker) und Jonghoon You (Melanzane). Es handelte sich um eine Koproduktion mit der Schottish Opera. Eine Aufzeichnung der Bonner Produktion wurde am 2. März 2019 im Radio Deutschlandfunk Kultur und am 1. März 2020 von WDR3 gesendet.
Der Rezensent der Deutschen Bühne lobte die Qualität der Aufführung, der Inszenierung und des Bühnenbilds. Die Atmosphäre stimme, und die Geschichte vermittle sich. Er vermisste jedoch die inhaltliche Substanz. Obwohl das Werk als Komödie bezeichnet sei, werde kaum gelacht. Die Pointen seien entweder durch gestisch verdoppelnde „wurschtige Ausritte“ der Inszenierung oder die „breit ausschwingende Komplexität“ der Musik erdrückt worden. Die angekündigte „politische Brisanz“ verliere sich im Klischee. Das versöhnliche Ende sei „in seinem […] vom Regisseur arg schüchtern ironisierten Bekenntnis zum Brachialkitsch als Kunstform […] für viele Menschen schwer zu ertragen“. Auch der Rezensent der Opernwelt fand das Werk „auf Dauer […] wenig amüsant“ und die Produktion in ihrer Stilisierung „wenig glaubwürdig und schon gar nicht geistreich, wie ja auch Doves Musik letztlich nur der Abklatsch dessen ist, was sie imitiert und karikiert.“ Der Rezensent von Concerti bemerkte, dass die Aufführung „Spaß, viel Spaß“ mache. Die Regie hätte jedoch „deutlich respektloser“ sein können, statt das Geschehen naturalistisch zu bebildern. Dove kenne die musikalischen Konstruktionen der Komödien Mozarts, Rossinis und Verdis und eifere „den alten Kollegen mit handwerklicher Meisterschaft nach“. Im Februar 2024 erlebte Marx in London seine britische Erstaufführung am kooperierenden Opernhaus in Glasgow. Die von Stephen Barlow inszenierte und von David Parry dirigierte Aufführung wurde weitgehend positiv aufgenommen.